# Elías Jaua
Elías José Jaua Milano (Caucagua, Estado Miranda, 17 de diciembre de 1969) es un político, profesor y sociólogo venezolano, quien ha desempeñado varios cargos durante las presidencias de Hugo Chávez y Nicolás Maduro.

## Primeros años
Jaua es hijo de Carlos José Jaua, de origen libanés, y quien fue militante regional del partido político COPEI y de Elba Tomasa Milano, quien es educadora de origen italiano.

### Formación académica y activismo político
En 1988,[cita requerida] con 18 años de edad, se incorporó a la UJR (Unión de Jóvenes Revolucionarios), sección clandestina del partido Bandera Roja. Fue presidente el Centro de Estudiantes de Sociología de la UCV y pasó a ser militante clandestino de Bandera Roja.
En 1995 recibió el título de sociólogo.[fuente independiente requerida]
Cursó estudios de posgrado en Ciencias Políticas en la USB (Universidad Simón Bolívar). Entre 1996 y 2000 fue profesor investigador[cita requerida]  de la Universidad Central de Venezuela.
En 1996 conoció a Hugo Chávez. Se sumó al MBR-200, la naciente organización que apoyaba a Chávez. Desde ese momento, a pesar de su juventud, se convirtió en uno de los hombres de más confianza del presidente. Participó en la creación de su partido el Movimiento Quinta República, del que fue «director de ideología», el principal partido de la coalición que apoyaba a Chávez, que más tarde sería sustituido por el PSUV (Partido Socialista Unido de Venezuela).

## Carrera política

### Miembro de la ANC y vicepresidente de la CLN
En 1999 fue miembro de la Asamblea Nacional Constituyente de Venezuela.
En el año 2000 abandonó la docencia en la Universidad Central de Venezuela y se desempeñó como segundo vicepresidente de la Comisión Legislativa Nacional (conocida como Congresillo), y miembro del Comando Táctico Nacional del partido izquierdista MVR.

### Ministro de la Secretaría de la Presidencia
En octubre de 2000 fue designado ministro de la Secretaría de la Presidencia, cargo en el que se mantuvo hasta mayo de 2001.
En 2002, Jaua inició en la USB (Universidad Simón Bolívar), una maestría en Ciencias Políticas que no culminó, porque fue propuesto embajador en Argentina. Viajó a Buenos Aires, pero en abril de 2002, el canciller Carlos Ruckauf ―ministro del presidente argentino Eduardo Duhalde― le rechazó el placet con el argumento de que Elías Jaua estaba tratando de «exportar» la Revolución bolivariana. Jaua tuvo que devolverse a su país.

### Presidente del FIDES
En julio de 2003, el presidente Chávez lo nombró presidente del FIDES (Fondo Intergubernamental para la Descentralización), el ente estatal que financia a los organismos locales que hacen posible la participación en cada barrio.

### Ministro de Economía Comunal
Posteriormente se desempeñó como ministro de Economía Popular, una cartera que tiene a su cargo los planes sociales y de fomento de cooperativas. Desarrolló el plan social para desocupados de Venezuela, que tiene el nombre de Vuelvas Caras. Ese plan incorporó a 0,3 millones de desocupados y privilegió su asociación en cooperativas autogestionadas por sobre su ingreso como asalariados al mercado privado. En mayo de 2005 viajó a Buenos Aires en calidad de ministro. Durante su estadía se reunió con la ministra Alicia Kirchner ―hermana del presidente de ese momento Néstor Kirchner- y le ofreció financiamiento para las cooperativas argentinas. También comentó la experiencia venezolana: «Tenemos que democratizar las relaciones de producción».

El neoliberalismo todavía está presente desde un punto de vista ideológico. Pero no nos preocupan las críticas. Son interesadas. Lo que no quieren es que incluyamos a los que quedaron afuera y que no socialicemos las ganancias del petróleo.
Elías Jaua

### Ministro de Agricultura y Tierras
El 24 de febrero de 2006 Jaua fue nombrado ministro de Agricultura y Tierras.[cita requerida]

### Vicepresidente de Venezuela
Tras la renuncia de Ramón Carrizalez, Hugo Chávez nombró a Jaua vicepresidente de Venezuela el 27 de enero de 2010. También fue vicepresidente "sectorial" encargado de los temas económicos y productivos del país, y a su vez, ministro del Poder Popular para la Agricultura y Tierras.

#### Ministro de Agricultura y Tierras y candidato a gobernador de Miranda
El 29 de enero de 2012 fue nombrado de nuevo ministro de Agricultura y Tierras, conservando el cargo de vicepresidente ejecutivo. En octubre de 2012 dejó su cargo de vicepresidente para convertirse en candidato del PSUV a la gobernación del estado Miranda. Perdió contra Henrique Capriles, y logró la mayoría legislativa en el Consejo Legislativo de Miranda.

### Presidente de Corpomiranda
El presidente Chávez nombró a Jaua presidente de CorpoMiranda tras su creación, en marzo de 2013, cargo que ejerció hasta mayo de 2015.

### Ministro de Relaciones Exteriores
En enero de 2013, bajo el gobierno de Hugo Chávez, fue designado ministro de Relaciones Exteriores, en reemplazo de Nicolás Maduro quien obtuvo el cargo de vicepresidente. Tras la muerte de Chávez, el presidente Maduro ratificó a Elías Jaua en el cargo.

#### Escándalo del revólver de Jaua en el aeropuerto de Guarulhos
El 24 de octubre del 2014, Yaneth Anza, empleada doméstica de Elías Jaua y varios familiares de éste, viajaron a Brasil en un avión para uso oficial de la estatal petrolera PDVSA. Al llegar al Aeropuerto Internacional de Guarulhos, Anza fue detenida por llevar un maletín propiedad de Jaua, que contenía un revólver calibre 38 y varias municiones. Fue criticado el porte ilegal de armas, y el uso por parte de Jaua de un avión del Estado para usos personales (acto prohibido por la legislación venezolana), lo que reveló un entramado de corrupción por parte de los altos funcionarios del gobierno chavista que usaban bienes públicos para usos personales.
Posterior al hecho, Jaua dio declaraciones donde reconocía que el arma que portaba Anza era de su propiedad y que se trataba de un error involuntario de la empleada.

### Ministro de Comunas y Movimientos Sociales
Ejerció como ministro de las Comunas y Movimientos Sociales del Gobierno del presidente Nicolás Maduro, hasta el 26 de mayo de 2015 y fue remplazado por Rosángel Orozco.

### Diputado a la Asamblea Nacional
Jaua fue electo diputado a la Asamblea Nacional, ejerciendo dicho cargo entre 2016 y 2017, cuando abandonó su curul para ser ministro de Educación. Durante este tiempo, Jaua fue el quinto diputado con más inasistencias, faltando a 54 de 88 sesiones.
Transparencia Venezuela reportó  "su particular forma de señalar a un periodista a principios del periodo legislativo 2016, en medio de la plenaria, cuando este se dirigió a su compañera la diputada Cilia Flores para preguntarle por los “Narco Sobrinos”, este con señas hizo referencia a que lo estaba observando, con actitud amenazante". También llamó "lesbiana" a la diputada transexual Tamara Adrián.

### Ministro de Educación
Jaua fue nombrado por Nicolás Maduro ministro de Educación entre 2017 y septiembre de 2018. Durante este tiempo planteó en el Congreso del Partido Socialista Unido de Venezuela elevar la democracia interna del partido, saliendo de su cargo poco después de esto y negando que dicha salida estuviera relacionada con dicha propuesta.

## Vida personal
Jaua está casado con Natacha Castillo González, actual vicepresidenta de Pequiven.